# Jo Le Guen
Pour les articles homonymes, voir Le Guen.
Jo Le Guen, né le 29 mars 1947 à Brest, est un marin breton qui s'est illustré dans des traversées océaniques à la rame.

## Biographie
Originaire de l'île de Molène, fils, petit-fils, arrière-petit-fils de marins pêcheurs, il a effectué une dizaine de traversées de l'Atlantique à la voile dont deux en solitaire.
- En 1989, il tente de battre le record New-York – San Francisco par le Cap Horn, détenu par le trois-mâts Flying Cloud en 1854, en compagnie de Anne Liardet sur un trimaran de 15 mètres. Le record, 89 jours, ne sera pas battu, mais leur bateau est le premier voilier de l'ère moderne à effectuer le trajet sans escale[2].

- En 1995, sur les traces de Gérard d'Aboville, il traverse l'océan Atlantique à la rame, en solitaire, en 103 jours des États-Unis en Bretagne pour les Sauveteurs en mer[3].

- En 1997, il participe à une course à la rame en duo avec Pascal Blond, ancien détenu, pour sensibiliser aux problèmes de réinsertion. 34 bateaux de 10 nationalités participent à cette course qui est partie des îles Canaries pour rejoindre la Barbade aux Antilles. Jo et Pascal ont terminé seconds après 49 jours de mer[3].

- En 2000, il tente de rejoindre le cap Horn en partant de la Nouvelle-Zélande en ramant en solitaire sans assistance sur un bateau nommé Keep it blue pour sensibiliser à la pollution des océans. À la suite d'une infection, le 2 avril, après 60 jours de mer il doit abandonner à mi-parcours. Il est récupéré par un cargo, le Palisser Bay, qui le remet à la marine chilienne à l'entrée du détroit de Magellan. Il sera amputé de huit orteils à l'hôpital de Punta Arenas[3].

- De juin 2000 à la fin 2004, à la suite du naufrage du pétrolier Erika, il travaille sur les conventions qui gèrent l'indemnisation des victimes des marées noires. Il participe régulièrement à Londres aux réunions du Fipol, l'organisme international qui gère ces indemnisations. Durant les 2 dernières années il y siège en tant qu'observateur mandaté par Les Amis de la Terre.

- Le 19 novembre 2006, il s'élance avec 15 autres concurrents de St-Louis du Sénégal à destination de Cayenne en Guyane, dans la course transatlantique à la rame, en solitaire, sans escale ni assistance Rames Guyane. Son bateau s'appelle L'homme ou le marché dans la perspective de l'élection présidentielle de 2007. Entraîné par des courants, il se retrouve bloqué à l'embouchure de l'Amazone et doit abandonner[3].

- En 2011, il participe à la campagne internationale Flottille de la Liberté II organisée pour tenter de briser le blocus de Gaza. Le bateau sur lequel il se trouvait est intercepté par la marine israélienne à l'approche des côtes palestiniennes[4].

- Au mois d'octobre 2020, il entreprend un voyage autour du monde dans le sillage de Magellan pour rendre hommage aux grands navigateurs et sensibiliser aux droits de l'homme[3],[5].

Contraint de faire escale au Brésil pour un problème de gréement, il fit escale à Fortaleza où les autorités brésiliennes lui donnèrent 3 jours pour effectuer la réparation après quoi il devait quitter le Brésil, les ports brésiliens étant fermés à la navigation de plaisance pour cause de covid. Il s'est avéré que les ports argentins et chiliens l'étaient également. Les ports étant fermés sur l'ensemble du parcours, Jo, ne pouvant réparer sérieusement dans le délai imparti par les autorités brésiliennes, fit route sur la Guyane française où son projet de périple s'arrêta.

## Engagement politique
Aux élections européennes de 2004, il est tête de liste pour le Parti radical de gauche dans la circonscription Ouest. Sa liste recueille 2,19 % et n'a pas d'élu.